# کارلوس هاتکاک
کارلوس نورمن هاتکاک دوم (به انگلیسی: Carlos Norman Hathcock II) (۲۰ می ۱۹۴۲–۲۲ فوریه ۱۹۹۹) یک تک‌تیرانداز سپاه تفنگداران دریایی ایالات متحده آمریکا بود که رکورد ۹۳ کشتار تأیید شده در زمان خدمتش دارد. سوابق هاتکاک و جزئیات خارق‌العاده مأموریت‌هایی که انجام داد، او را به یک اسطوره در تفنگداران دریایی ایالات متحده تبدیل کرد. تفنگی که او داشت بعداً به لقب او در زمان خدمتش (پر سفید) مفتخر شد: گونه‌ای از تفنگ تک‌تیراندازی ام۲۱ به نام اسپرینگفیلد ام ۲۵ وایت فدر (پر سفید). این عنوان به دلیل لقب «پر سفید» بود که توسط ارتش خلق ویتنام (PAVN) روی هاتکاک گذاشته شده بود.

## زندگی‌نامه و تحصیلات
هاتکاک در ۲۰ مهٔ ۱۹۴۲ (۳۰ اردیبهشت ۱۳۲۱) در لیتل راک، آرکانزاس به دنیا آمد. او در وین آرکانزاس بزرگ شد و ۱۲ سال اول زندگی خود را پس از جدایی والدینش با مادربزرگش زندگی کرد. هنگام ملاقات با اقوامش در میسیسیپی، در سنین پایین به تیراندازی و شکار پرداخت. این اقدام او تا حد زیادی به دلیل ناچاری برای کمک به تغذیه خانواده فقیرش بود. او با سگش به جنگل می‌رفت و وانمود می‌کرد که یک سرباز است و سربازان خیالی ژاپنی را با موزر قدیمی پدرش کارلوس نورمن هاتکاک (۱۹۸۵–۱۹۱۹) که از جنگ جهانی دوم بازگردانده شده بود شکار می‌کرد. هاتکاک در همان سنین پایین با یک تفنگ تک تیر جی سی هیگینز کالیبر ۲۲ به شکار می‌پرداخت. در تمام دوران کودکی خود، آرزوی پیوستن به تفنگداران دریایی را در سر داشت و بنابراین در ۲۰ مه ۱۹۵۹ در سن ۱۷ سالگی در سپاه تفنگداران دریایی ایالات متحده آمریکا نام‌نویسی کرد هاتکاک با ژوزفین «جو» برایان (۲۰۱۶–۱۹۳۰) در ۱۰ نوامبر ۱۹۶۲ که سالروز تأسیس سپاه تفنگداران دریایی بود، ازدواج کرد. جو پسری به دنیا آورد که نام او را کارلوس نورمن هاتکاک سوم گذاشتند.

## حرفه
هاتکاک قبل از اعزام به ویتنام جنوبی، قهرمانی تیراندازی مسابقات در کمپ پری و جام ویمبلدون را به دست آورده بود. در سال ۱۹۶۶، استقرار خود را در جنگ ویتنام به عنوان یک پلیس نظامی آغاز کرد و بعد از آن که سروان ادوارد جیمز لند، تفنگداران دریایی را تحت فشار قرار داد تا تک تیراندازها را در هر دسته پرورش دهند، به یک تک تیرانداز تبدیل شد. لند بعداً تفنگدارانی که رکوردهای خود را در تیراندازی ماهرانه (Sharpshooting) ثبت کرده بودند به خدمت گرفت و به سرعت هاتکاک را که جام ویمبلدون، معتبرترین جایزه تیراندازی از راه دور را در کمپ پری در سال ۱۹۶۵ برده بود، یافت.

### کشتار تأیید شده
در طول جنگ ویتنام، هاتکاک ۹۳ کشتار تأیید شده از ارتش خلق ویتنام (PAVN) و پرسنل ویت‌کنگ را داشت. در جنگ ویتنام، کشتار باید توسط کمک تک‌تیرانداز و شخص ثالثی که باید یک افسر می‌بود، تأیید می‌شد. تک تیراندازها غالباً شخص ثالثی نداشتند که این موضوع، تأیید کشتار را دشوار می‌کرد، به خصوص اگر هدف در پشت خطوط دشمن بود که معمولاً هم همین اتفاق می‌افتاد. خود هاتکاک تخمین زده که بین ۳۰۰ تا ۴۰۰ نفر از پرسنل دشمن را در طول جنگ ویتنام کشته است.

### درگیری با تک تیراندازان ویتنام شمالی
ارتش خلق ویتنام (PAVN) به خاطر کشتن تعداد زیادی از سربازانش برای کشتن هاتکاک مبلغ ۳۰ هزار دلار گذاشته بود. جایزه ای که برای کشتن تک تیراندازان آمریکایی توسط ارتش خلق ویتنام گذاشته می‌شد معمولاً بازه ای بین ۲ هزار تا ۸ هزار دلار بود. هاتکاک رکورد بالاترین جایزه را داشت و هر تیرانداز ویتنامی را که به دنبال او بود تا آن را دریافت کند، کشت. ارتش خلق ویتنام و پرسنل ویت‌کنگ به او لقب Hathcock Lông Trắng (به معنی هاتکاک پر سفید) را به دلیل پر سفیدی که روی کلاهش گذاشته بود داده بودند. پس از اعزام یک دسته از تک تیراندازان ویتنامی برای شکار «پر سفید»، بسیاری از تفنگداران دریایی در همان منطقه برای فریب دشمن، پرهای سفید به کلاه خود آویزان کرده بودند. این تفنگداران دریایی از تأثیری که مرگ هاتکاک می‌توانست داشته باشد آگاه بودند و برای گیج‌کردن ضد تک‌تیراندازان، خود را هدف قرار داده بودند.
یکی از مشهورترین دستاوردهای هاتکاک شلیک کشنده به چشم یک تک تیرانداز از میان دوربین تفنگ خود دشمن، بود. هاتکاک و جان رولند برک، کمک تک تیرانداز او، در جنگلی در نزدیکی تپه ۵۵، پایگاه پشتیبانی ای که هاتکاک از آن در جنوب غربی دانانگ عملیات انجام می‌داد، به دنبال تک‌تیرانداز دشمن بودند. تک تیرانداز دشمن که تنها به عنوان «کبرا» شناخته می‌شود، قبلاً چندین تفنگدار دریایی را کشته بود و گمان می‌رود که به‌طور خاص برای کشتن هاتکاک فرستاده شده بود. وقتی هاتکاک نور منعکس شده از شیشه دوربین تفنگ تیرانداز دشمن را در بوته‌ها دید، به سمت آن شلیک کرد و تیرانداز را با شلیک به وسط دوربین اسلحه اش که منجر به برخورد با چشم او شده بود از پای درآورد. او تفنگ تک تیرانداز مرده را در اختیار گرفت، به این امید که بتواند آن را به عنوان یک «غنیمت» به خانه بیاورد، اما پس از آن که اسلحه دشمن کشته شده را برچسب زده تحویل پایگاه اش داد، از اسلحه خانه به سرقت رفت.
هاتکاک در مصاحبه‌های خود اظهار داشت که یک رهبر زن دسته ویت کنگ به نام «زن آپاچی» را که به شکنجه تفنگداران اسیر آمریکایی شهرت داشت، در اطراف پایگاه پشتیبانی تپه ۵۵ کشته است. با این حال محققانی مانند جری لمبکه در مورد گزارش هاتکاک تردید کرده‌اند و وجود «آپاچی» را زیر سؤال برده‌اند.
هاتکاک در طول حضور خود در ویتنام تنها یک بار پر سفید را از کلاه خود برداشته است. او طی یک مأموریت داوطلبانه چند روز قبل از پایان اولین اعزام خود، بیش از ۱۳۷۰ متر روی زمین خزیده تا به یک ژنرال ارتش خلق شلیک کند و تا زمان پذیرفتن مأموریت، از جزئیات آن مطلع نشده است. تلاش او، سه شب و چهار روز متوالی بدون خواب و با خزیدن مداوم اینچ به اینچ طول کشید. هاتکاک می‌گوید در حالی که پوشیده از علف‌ها و گیاهان استتار شده در چمنزاری دراز کشیده بود، اندکی پس از غروب آفتاب، تقریباً افراد دشمن روی او قدم گذاشته بودند. در همان نقطه نزدیک بوده است توسط افعی بامبو گزیده شود، اما حضور ذهن داشته تا از حرکت و تسلیم شدن خودداری کند. بالاخره در حالی که ژنرال از اردوگاه خود خارج شده است، هاتکاک یک گلوله شلیک می‌کند که به سینه ژنرال اصابت کرده و او را می‌کشد.
پس از این مأموریت، هاتکاک در سال ۱۹۶۷ به ایالات متحده بازگشت. او سپاه تفنگداران دریایی را از دست داد، با این وجود در سال ۱۹۶۹ به ویتنام بازگشت و در آنجا فرماندهی یک دسته از تک تیراندازان را بر عهده گرفت.

### تخلیه پزشکی
در ۱۶ سپتامبر ۱۹۶۹، حرفه هاتکاک به عنوان یک تک تیرانداز در امتداد بزرگراه ۱، در شمال منطقه فرود بالدی، زمانی که سوار بر وسیله نقلیه آبی‌خاکی LVTP-5 به مین ضد تانک برخورد کرد، به پایان رسید. هاتکاک هفت تفنگدار دریایی را از خودروی شعله‌ور بیرون کشید و دچار سوختگی شدید (برخی سوختگی درجه سه) در صورت، دست‌ها و پاهایش شد و تا قبل از اینکه کسی خود او را از میان شعله‌ها نجات دهد و در آب بگذارد از شدت سوختگی شدید خود اطلاع نداشت. در زمان بهبودی او نشان پرپل هارت را دریافت کرد. نزدیک به ۳۰ سال بعد، به پاس خدماتش نشان ستاره نقره‌ای را نیز دریافت کرد. هاتکاک و هفت تفنگدار دریایی که او از وسیله نقلیه بیرون کشیده بود ابتدا با هلیکوپتر به کشتی بیمارستانی یواس‌اس ریپوز و سپس به بیمارستان نیروی دریایی در توکیو و در نهایت به مرکز سوختگی در مرکز درمانی ارتشی بروک در سن آنتونیو، تگزاس منتقل شدند.

### پس از جنگ ویتنام
پس از بازگشت به وضعیت خدمت فعال، هاتکاک به تأسیس مدرسه تک تیراندازی پیشاهنگی نیروی دریایی در پایگاه نیروی دریایی کوانتیکو، ویرجینیا کمک کرد. به دلیل جراحات شدیدی که در ویتنام متحمل شده بود، تقریباً دائماً درد داشت، اما همچنان خود را وقف آموزش تک تیراندازان می‌کرد. در سال ۱۹۷۵، وضعیت سلامتی هاتکاک رو به وخامت گذاشت و او به بیماری ام‌اس مبتلا شد. او در سپاه تفنگداران دریایی ماند، اما وضعیت سلامتی او همچنان رو به کاهش بود. تنها ۵۵ روز کمتر از ۲۰ سالی که او را واجد شرایط دریافت حقوق بازنشستگی می‌کرد، او به وسیله از کارافتادگی دائم جدا شد. پس از ترخیص، ۱۰۰ درصد حقوق از کارافتادگی را دریافت کرد. این در حالی بود که اگر پس از ۲۰ سال در حالت عادی بازنشسته می‌شد، تنها ۵۰ درصد از حقوق نهایی خود را دریافت می‌کرد. او زمانی که به زور از تفنگداران دریایی خارج شد دچار افسردگی شد زیرا احساس می‌کرد که سازمان او را بیرون کرده است. در طول این افسردگی، همسرش جو نزدیک بود او را ترک کند اما از تصمیم خود منصرف شد. هاتکاک در نهایت سرگرمی صید کوسه را انتخاب کرد که به او کمک کرد بر افسردگی خود غلبه کند.
هاتکاک به ادارات پلیس و واحدهای نظامی منتخب مانند گروه توسعه جنگاوری ویژه نیروی دریایی، آموزش تک تیراندازی ارائه می‌کرد.

## اواخر زندگی و مرگ
هاتکاک یک بار گفته بود که او در کارش به دلیل توانایی «در حباب وارد شدن» (نفوذ بسیار با ظرافت به محیط) دوام آورده است، توانایی که او را در وضعیت مطلق، کامل و مراقبت حداکثری برای مواجه شدن اول با وسایلش، بعد محیطش که در آن حتی هر نسیم و هر برگ معنایی داشته و در نهایت شکار هدف خود قرار می‌داده است. پس از جنگ، یکی از دوستان به هاتکاک قطعه ای را نشان داد که توسط ارنست همینگوی نوشته شده بود: «مطمئناً هیچ شکاری مانند شکار انسان وجود ندارد، و کسانی که به اندازه کافی افراد مسلح را شکار کرده‌اند و آن را دوست دارند، هرگز واقعاً به هیچ چیز دیگری اهمیت نمی‌دهند.» او سخنان همینگوی را روی یک کاغذ رونوشت کرد. هاتکاک گفته بود «او (همینگوی) درست متوجه شده است. «این شکار بود، نه کشتن.» هاتکاک در کتابی که در مورد حرفه خود به عنوان یک تک تیرانداز نوشته است می‌گوید: «من تیراندازی را دوست دارم و عاشق شکار هستم. اما هرگز از کشتن کسی لذت نبردم. این کار من است. اگر من آن حرامزاده‌ها را درک نمی‌کنم، پس آنها می‌خواهند بسیاری از این بچه‌ها را که لباسی شبیه تفنگداران دریایی به تن کرده‌اند، بکشند. نگاه من اینطور است.»
پسر هاتکاک، کارلوس هاتکاک سوم، بعداً در سپاه تفنگداران دریایی ایالات متحده آمریکا نام‌نویسی کرد؛ او پس از پیروی از راه پدرش به عنوان یک تیرانداز، از سپاه تفنگداران دریایی به عنوان گروهبان بازنشسته شد و به عضویت هیئت مدیره انجمن تیراندازان ممتاز سپاه تفنگداران دریایی درآمد.
هاتکاک در ۲۲ فوریه ۱۹۹۹ (۳ اسفند ۱۳۷۷) در ویرجینیا بیچ، ویرجینیا در سن ۵۶ سالگی بر اثر عوارض ناشی از بیماری ام‌اس درگذشت. او در قبرستان وودلان مموریال گاردنز در نورفک، ویرجینیا به خاک سپرده شد.

## میراث
هاتکاک یک افسانه در تفنگداران دریایی ایالات متحده باقی مانده است. جایزه گروهبان کارلوس هاتکاک هر ساله توسط انجمن صنایع دفاع ملی «به منظور قدردانی از فردی که… کمک‌های قابل توجهی در به‌کارگیری عملیاتی و تاکتیک‌های سیستم‌های تسلیحات کوچک که بر آمادگی و قابلیت‌های ارتش یا واحدهای اجرای قانون ایالات متحده تأثیر گذاشته است، اهدا می‌شود.» لیگ سپاه تفنگداران دریایی (MCL) یک برنامه سالانه را با ۱۲ دسته جایزه، حمایت مالی می‌کند که شامل جایزه گروهبان کارلوس ان. هاتکاک دوم است که به «یک تفنگدار دریایی که سهم برجسته ای در بهبود وضعیت آموزش تیراندازی داشته است، اهدا می‌شود.» یک محدوده تک تیراندازی به نام هاتکاک در کمپ لژون، کارولینای شمالی نام گذاری شده است.
هاتکاک در سال ۱۹۶۷ رکورد طولانی‌ترین مسافت کشتار ثبت‌شده توسط سلاح تک‌تیراندازی را به نام خود ثبت کرد. او با استفاده از مسلسل ام۲ برونینگ که با نشانه تلسکوپی برد ۲۲۸۶ متری تجهیز شده بود یک چریک ویت‌کنگ را از پای درآورد. در سال ۲۰۰۲، این رکورد توسط تک تیراندازان کانادایی (گروهبان راب فرلانگ و سرگروهبان آرون پری) از گردان سوم پیاده‌نظام سبک پرنسس پاتریشیا کانادا در طول جنگ در افغانستان شکسته شد. هاتکاک یکی از چندین نفری بود که از مسلسل ام۲ برونینگ در نقش تک تیرانداز استفاده کرد. این موفقیت منجر به استفاده از مهمات کالیبر بی‌ام‌جی ۵۰ (0.50 BMG) به عنوان یک مهمات قابل دوام سلاح تک تیراندازی شد. شرکت اسلحه‌سازی اسپرینگفیلد یک نسخه بسیار دقیق از تفنگ ام۱آ سوپرمچ (M1A Supermatch) خود را با لوله مک‌میلان استوک (McMillan Stock) و درجه مطابق لوله طراحی کرد و آن را «ام-۲۵ پر سفید» (M-25 White Feather) نامید. تفنگ شبیه تفنگ اصلی مورد استفاده هاتکاک در ویتنام و «آرم پر سفید» روی آن مشخص شده بود. شرکت تسمه حمایل تفنگ ترنر با تولید خطی از تسمه‌های چرمی بر اساس طرح هاتکاک از او تقدیر کرد. بر روی تسمه‌ها امضای هاتکاک نقش بسته است. در ۹ مارس ۲۰۰۷، مجموعه تفنگ و تپانچه در پایگاه نیروی هوایی، دریایی میرامار رسماً به مجموعه کارلوس هاتکاک تغییر نام داد.